# Herzliya
Herzliya (tiếng Hebrew: הֶרְצְלִיָּה) là một thành phố ở đồng bằng trung bộ của Israel. Thành phố Herzliya thuộc quận Tel Aviv. Thành phố này có dân số là 87.000 người theo điều tra năm 2010. Được đặt tên theo Theodor Herzl, người thành lập Zionism hiện đại, Herzliya có diện tích 26 km². Tại ranh giới đô thị này là Herzliya Pituah, một trong những quận khá giả nhất của Israel, nơi sinh sống các đại sứ, nhà ngoại giao nước ngoài và nhà kinh doanh.

## Lịch sử

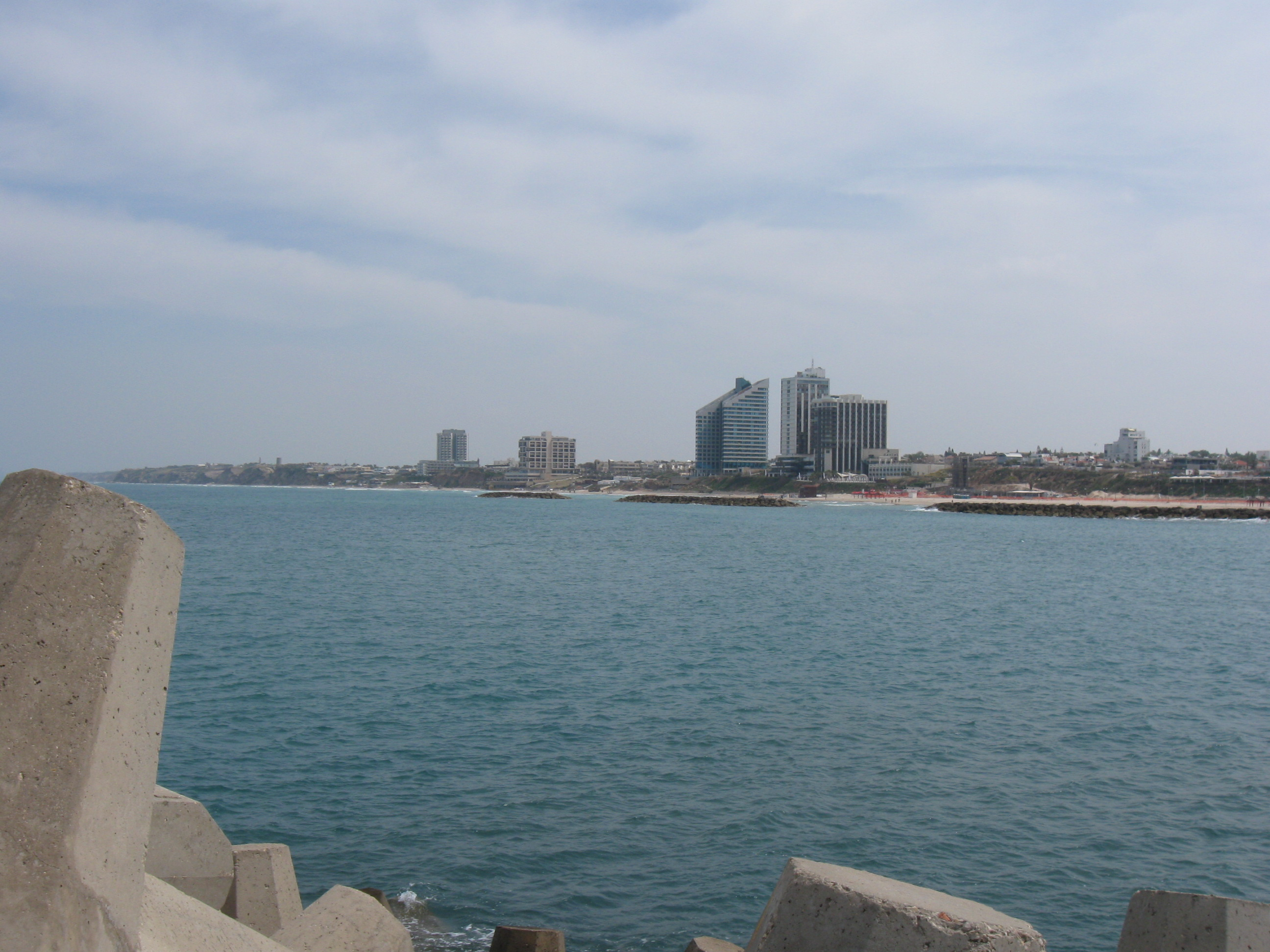
Herzliya Pituah

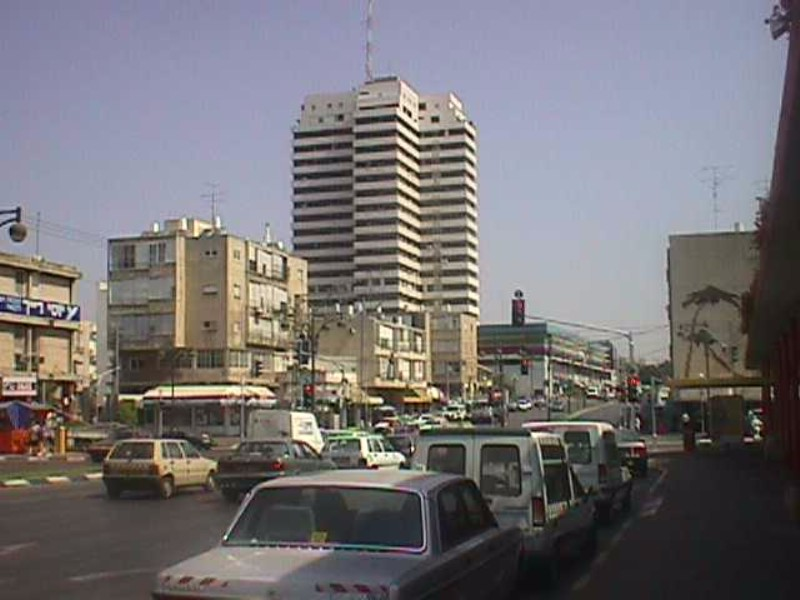
Phố Ben-Gurion

Herzliya, đặt tên theo Theodor Herzl, được lập năm 1924 như một cộng đồng nông trại bán hơpj tác xã (moshava) với dân cư hỗn hợp gồm những người nhập cư và những cựu chiến binh. Vào thập niên 1920, cha và ông nội của Tal Brody đã giúp xây dựng sân bay đầu tiên của đất nước ở Herzliya. Sau khi lập nước Israel vào năm 1948, số lượng lớn dân nhập cư đã định cư ở đây. Năm 1960, khi dân só đạt mức 25.000 người, Herzliya tuyên bố thành thành phố.